# Spartak Región de Moscú
El Spartak Región de Moscú (Spartak Moskovskaya Oblast) es un club ruso de baloncesto femenino fundado en 2005. Viste a franjas rojiblancas, y juega en la Liga rusa, en el Centro Deportivo de Vidnoye, a 3 kilómetros de Moscú. No confundir con el antiguo equipo de baloncesto femenino del Spartak Moscú, hoy conocido como Spartak Noginsk.
Pese a su corta historia el Spartak Región de Moscú es a fecha de 2014 el equipo más laureado de la Euroliga Femenina desde el fin de la Guerra Fría, con cuatro títulos consecutivos entre 2007 y 2010. En 2011 jugó su quinta final seguida, pero la perdió contra el Perfumerías Avenida. También ha ganado una Eurocopa y dos Supercopas.
Tiene la particularidad de que ha ganado muchas más competiciones continentales que nacionales; no ha vuelto a ganar la liga rusa desde 2008.

## Palmarés
- 4 Euroligas: 2007, 2008, 2009, 2010. (Subcampeón en 2011)
  - Final 2007: Ganó 76-62 al Ros Casares en Vidnoye
  - Final 2008: Ganó 75-60 al Gambrinus Brno en Brno
  - Final 2009: Ganó 85-70 al Perfumerías Avenida en Salamanca
  - Final 2010: Ganó 87-80 al Ros Casares en Valencia
  - Final 2011: Perdió 68-59 contra el Perfumerías Avenida en Ekaterimburgo
- 1 Eurocopa: 2006
  - Final 2006: Ganó a doble partido al Pays d'Aix B13 (ganó 80-65 en Vidnoye y perdió 72-66 en Aix)
- 2 Supercopas de Europa: 2009, 2010
  - 2009: Ganó 92-59 al Galatasaray SK en Vidnoye
  - 2010: Ganó 70-61 al Athinaikos AS en Marousi
- 2 Ligas: 2007, 2008

## Plantilla 2013-14
- Bases: Ekaterina Ruzanova (1,78),  Nika Baric (1,69), Maria Riavkina (1,68), Ksenia Levchenko (1,65)
- Escoltas: Evgenia Beliakova (1,82), Daria Namok (1,79)
- Aleras:  Sonja Petrovic (1,89), Daria Kolosovskaia (1,85), Julia Gladkova (1,83), Galina Kiseleva (1,82)
- Ala-pívots: Ksenia Tijonenko (1,93)
- Pívots:  Tijana Ajdukovic (1,96), Natalia Vieru (1,96), Elena Jarchenko (1,92)